# Neoitamus javanensis
Neoitamus javanensis är en tvåvingeart som beskrevs av de Meijere 1914. Neoitamus javanensis ingår i släktet Neoitamus och familjen rovflugor. Inga underarter finns listade i Catalogue of Life.